# Illgau
Illgau är en ort och kommun i distriktet Schwyz i kantonen Schwyz, Schweiz. Kommunen har 821 invånare (2023).